# Barry Ansell
Barry Ansell (29 tháng 9 năm 1947 – 2 tháng 3 năm 2018) là một cầu thủ bóng đá người Anh, thi đấu ở Football League cho Aston Villa.